# Sarah Charlesworth
Pour les articles homonymes, voir Charlesworth.
Sarah Edwards Charlesworth (29 mars 1947 - 25 juin 2013) est une artiste conceptuelle et photographe américaine. Elle est considérée comme faisant partie de The Pictures Generation.

## Enfance et formation
Sarah Charlesworth est née à East Orange, dans le New Jersey. Elle obtient un bachelor ès arts au Barnard College en 1969. Son projet de mémoire de premier cycle, une œuvre d'art conceptuel dépourvue de texte, consiste en une étude de 50 œuvres du musée Solomon R. Guggenheim. Auparavant, elle étudie avec Douglas Huebler au Bradford College. Après avoir obtenu son diplôme, elle étudie brièvement auprès de la photographe Lisette Model à la New School. Après ses études universitaires, elle travaille comme photographe indépendante et devient active dans les milieux artistiques de Manhattan.

## Travail
Elle est considérée comme faisant partie de The Pictures Generation, un groupe d'artistes travaillant à New York à la fin des années 1970 et au début des années 1980, tous préoccupés par la manière dont les images façonnent notre quotidien et la société dans son ensemble,.
Sarah Charlesworth réalise des séries photographiques, mais elle déclare dans une interview en 1990 qu'elle ne se considère pas vraiment comme une photographe. Elle dit qu'elle considère son travail comme un questionnement sur le monde et son rôle dans le monde, mais qu'elle a réalisé ensuite qu'elle s'interrogeait sur ces questions au moyen de la photographie depuis douze ans.
En 1975, Sarah Charlesworth et l'artiste conceptuel Joseph Kosuth fondent The Fox, un magazine consacré à la théorie de l'art, mais le magazine n'est publié que jusqu'en 1976. Aux côtés de Glenn O'Brien, Betsy Sussler, Liza Bear et Michael McClard, elle cofonde le magazine Bomb en 1981. Elle crée la couverture de la toute première édition du magazine Bomb.
Sarah Charlesworth réalise des séries, explorant une idée jusqu'à sa conclusion. Pour une série intitulée Modern History (1977-1979), elle photographie, en taille réelle, la couverture de 29 journaux américains et canadiens et masque tout, à l'exception des photographies et des ours. Dans le cadre de la série Movie-Television-News-History (1979), elle choisit un événement spécifique - le meurtre du journaliste américain Bill Stewart par la Garde nationale du Nicaragua - et le présente tel qu'il a été rapporté le 21 juin 1979 dans 27 journaux américains. Toutes les images du travail final sont imprimées au même format que les journaux originaux.
En février 1980, Sarah Charlesworth crée Stills, une série de photographies poignantes de deux mètres représentant des corps en train de tomber de bâtiments. Lorsque Stills est montré pour la première fois en 1980 dans l'appartement de Tony Shafrazi à East Village, il est composé de sept images. Pour créer la série, Sarah Charlesworth consulte les dépêches et les archives de la New York Public Library à la recherche d'images de personnes plongeant dans les airs, ayant sauté par la fenêtre pour se suicider ou à la suite d'une catastrophe comme un incendie. Après s'être approprié la photo, elle la recadre ou la déchire, laissant souvent les bords déchiquetés, de sorte qu'elle semble déchirée au hasard, comme une coupure faite maison. Elle photographie alors à nouveau l'image et l'agrandit. Elle agrandit plus tard la série en réalisant une huitième œuvre à partir de son matériel original en 2009 et - en tant que commissionnaire de l'Art Institute of Chicago - en créant une série de six nouvelles œuvres à partir des transparents originaux qui n'ont jamais été imprimés. Chaque épreuve à la gélatine argentique est réalisée et montée selon les spécifications exactes de celles qu'elle a créées en 1980.
Dans sa série Objects of Desire (1983-1988), des reproductions en cibachrome d’images appropriées - généralement une image découpée d’un seul objet, comprenant un bol en or et une statue de Bouddha - sont photographiées sur des fonds monochromes brillants et stratifiés assortis à leurs cadres laqués,.
Dans les séries Renaissance Paintings et Renaissance Drawings (1991), Sarah Charlesworth combine des images de peintures et de dessins disparates de la Renaissance italienne pour créer de nouvelles peintures et dessins, souvent ironiques.
Elle commence à photographier des objets réels seulement au début des années 1990. La série The Academy of Secrets est une tentative pour transmettre ses émotions en utilisant des images abstraites d'objets ayant des associations symboliques. Dans son exposition personnelle de 2012, Available Light, elle puise son inspiration dans la façon dont la lumière affecte notre perception des objets.
Sarah Charlesworth a occupé divers postes dans l'enseignement à l'Université de New York, à la School of Visual Arts et à l'Université de Hartford. À la fin de sa vie, elle enseigne dans le cadre du programme de maîtrise en photographie, vidéo et médias connexes de la School of Visual Arts. Elle a exercé une influence majeure sur une nouvelle génération d'artistes, dont Sara VanDerBeek et Liz Deschenes. Elle a été nommée à la faculté de l'Université de Princeton en 2012.

## Mort
Au moment de son décès, elle vit et travaille à New York et à Falls Village, dans le Connecticut. Elle décède d'un anévrisme cérébral le 25 juin 2013 à l'âge de 66 ans.

## Vie privée
Sarah Charlesworth a deux enfants avec son ancien mari, le cinéaste Amos Poe ; Nicholas T. Poe (né en 1985) et Sarah-Lucy C. Poe (née en 1988).

## Expositions
Le travail de Sarah Charlesworth a fait l'objet de plus de 40 expositions personnelles dans des lieux tels que le Centre d'art contemporain de Genève (1977), le Queens Museum of Art de New York (1992), le MAMCO, et l'Art Institute of Chicago (2014). Une sélection organisée en 1998 par le SITE Santa Fe à Santa Fe, au Nouveau-Mexique, a été exposée dans quatre autres musées,). Son travail est intégré à la Biennale de Whitney (1985) et à la Biennale de Venise (1986). En 1995, elle est conservatrice de l'exposition Somatogenies à l'Espace Artistes de New York avec ses consœurs Cindy Sherman et Laurie Simmons.

## Collections
Ses œuvres sont exposées dans de nombreux musées du monde, notamment le Metropolitan Museum of Art, le musée d'art américain Whitney, le musée d'art moderne, le musée des beaux-arts de Boston, le Musée d'art contemporain de Los Angeles, le Walker Art Center de Minneapolis, le Brooklyn Museum, Victoria and Albert Museum de Londres, le Musée d'Israël et le Musée national des femmes dans les arts, entre autres. En 2012, l'Art Institute of Chicago a acquis la série complète (14 photographies) de sa série surdimensionnée Stills (1980). Cette année-là également, le Museum of Modern Art a acquis sa série de 27 photos Movie-Television-News -History (1979). Ses œuvres figurent également dans de nombreuses collections universitaires, notamment le musée d'Art de l'université de Princeton, la Yale University Art Gallery et le Berkeley Art Museum and Pacific Film Archive.

## Œuvres principales
- 1978 : Modern history[24]
- 1980 : Stills
- 1983-1984 : Red Collages

## Reconnaissance
Sarah Charlesworth reçoit plusieurs bourses du National Endowment for the Arts (1976, 1980, 1983) ainsi que de l'État de New York (1977). Elle reçoit le prix John Simon Guggenheim pour les arts visuels en 1995.